# Historiska media
Historiska Media är ett svenskt bokförlag grundat år 1995 av Erik Osvalds (VD och förlagschef) och Björn Andersson. Förlagets utgivning är inriktad på populärhistoriska och kulturhistoriska böcker samt historiska romaner och deckare. 
Förlaget har sitt säte i Lund och ger ut cirka 40 nya böcker per år. Bland författarna finns Antony Beevor, Maria Gustavsdotter, Bengt Liljegren, Dick Harrison, Anna Lihammer och Set Mattsson. Några böcker i förlagets utgivning är Antony Beevors militärhistoriska böcker om andra världskriget, Bengt Liljegrens biografier över Adolf Hitler och Winston Churchill, Gunnela Björks biografier över Margaret Thatcher och Kata Dalström samt Ingmar Karlssons fackböcker om Mellanösterns historia. Sedan 2008 ger förlaget även ut historiska romaner, däribland Simon Scarrows Silverörnsserie och serien Släkten (som skrivs i stafett av olika författare).
Sedan 2019 ger Historiska media ut kortfattade historiska översiktsverk om Världens och Sveriges historia igenom bokserierna Världens dramatiska historia och Sveriges dramatiska historia, i vilken flera författare och historieforskare skriver om historiska personer och händelser.
Karavan förlag är ett systerförlag till Historiska Media som startades 2012. Inriktningen på detta förlag är reseguider. 2018 startade Historiska Media podcasten Historia Nu, en intervjupodd om historia, i samarbete med journalisten Urban Lindstedt.